# 岩崎徹太
岩崎 徹太（いわさき てつた、1905年2月11日 - 1980年11月9日）は、日本の出版人。本名は岩崎乙巳（いわさき おとみ）。岩崎書店創業者。日本児童図書出版協会初代会長。第17回（昭和50年）日本児童文芸家協会児童文化功労者。早稲田大学専門部政治経済学科卒業。妻は岩崎美術社社長の岩崎治子、長男は精神医学者岩崎徹也、次男は建築家岩崎駿介、三男は岩崎書店を継いだ岩崎弘明。孫に作家岩崎夏海がいる。
1932年に古書店フタバ書房を開業して当時発禁となっていた白揚社、改造社、ナウカ社などの出版物を頒布し、1934年に慶応書房と改名してソ連文献の翻訳を中心とした出版もはじめた。1943年に治安維持法違反で検挙され8ヶ月の拘留を受け、慶応書房も廃業させられ、出版活動を再開しないことを条件に釈放された。戦後1946年に岩崎書店として再出発したが、戦前に加田哲二『日本戦争論』、木下半治『日本国家主義運動史』を刊行していたことによりGHQによるパージ対象となり1948年に公職追放を受けた。公職追放が解除された1950年に岩崎書店社長に復帰。以後児童書出版で定評を得た。
没後の1982年、学校図書館協議会が岩崎を記念して「岩崎徹太賞」を設けた。